# Orochimaru (Naruto)
Orochimaru (大蛇丸, Orochimaru) est un personnage de fiction du manga Naruto, créé par Masashi Kishimoto et développé dans de nombreux produits dérivés du manga (film, anime, jeux vidéo…). Kishimoto l'a créé dans le but d'en faire un des antagonistes principaux de l'histoire et son nindō (« voie du ninja ») est censé être aux antipodes de celui des héros principaux du manga.
Dans le manga et l’anime, Orochimaru est un ancien ninja du village de Konoha, et un des « Sannin » (三忍, litt. « Trois ninjas ») légendaires. Il a créé son propre village dont il est le chef, le village du Son, Oto, dans le but de détruire son village d'origine et tuer son ancien maître. Ses uniques buts sont de devenir immortel et s'approprier toutes les techniques du monde Ninja.
Obnubilé par la décadence et la mort du corps humain, Orochimaru a développé une technique de transfert d'âme lui permettant de changer de corps. Dans sa recherche du corps parfait, il désire acquérir le corps de Sasuke Uchiwa, qui possède une technique héréditaire remarquable appelée Sharingan.
Bien que disparu pendant un temps, Orochimaru apparaît régulièrement en flash-back de par ses liens complexes avec d'autres antagonistes, comme Tobi, Kabuto ou encore Danzô. Bien qu'Itachi l'ait scellé éternellement grâce à l'épée de Totsuka, il continue de vivre dans le sceau maudit d’Anko, jusqu’à ce que Sasuke le délivre. Il décide alors de participer à la 4e grande guerre ninja du côté de l’Alliance ninja.
Hormis ses apparitions dans le manga et l’anime, on peut noter que le personnage d'Orochimaru se retrouve également dans de nombreux jeux vidéo, et un des films du Studio Pierrot (à l'origine également de la version anime).

## Création et conception
Comme les deux autres Sannins, le personnage d'Orochimaru provient originellement du conte japonais Jiraiya Goketsu Monogatari (La Légende du Galant Jiraiya). Dans cette histoire, Jiraya, un bandit chevaleresque capable de se transformer en crapaud épouse la belle princesse Tsunade. Jaloux, un serviteur de Jiraya appelé Yashagoro se renomme Orochimaru après avoir appris la magie des serpents et attaque le couple.
En tant qu'un des principaux méchants du manga, Orochimaru s'est vu attribuer par Kishimoto des valeurs aux antipodes de celles des principaux héros du manga. Avec son apparence reptilienne et tout ce qui l'accompagne, dans le but d'en faire un méchant nettement reconnaissable pour le lecteur, Orochimaru bénéficie d'une aura puissante (à laquelle participe le costume « tape à l'œil »), comme l'a voulu Kishimoto, pour qui rendre le méchant « flamboyant » est une ligne directrice.
En suivant cette ligne de conduite, il affuble Orochimaru d'un visage « pâteux et maladif », qui donne de l'emphase au « genre pire que mauvais » que Kishimoto se plaît à donner à Orochimaru en de nombreuses occasions. Imposant une sorte de « marque de fabrique », Kishimoto modifie l'apparence d'Orochimaru et le décor pour se concentrer sur le visage de son personnage (par exemple, les ombres ajoutées normalement sur ses cheveux sont supprimées et le fond est blanchi pour donner une « atmosphère lugubre »).

## Profil
Devenu maître dans l'art des techniques interdites, Orochimaru constitue l'un des ninjas les plus dangereux, les plus puissants et également des plus craints du manga, ceci étant notamment dû à ses expériences pratiquées sur des corps humains et ses kinjutsu (« techniques interdites ») ayant rapport au transfert de l'âme, et à la résurrection.

### Apparence

L'œil d'Orochimaru, avec les marques violettes autour de ses yeux.

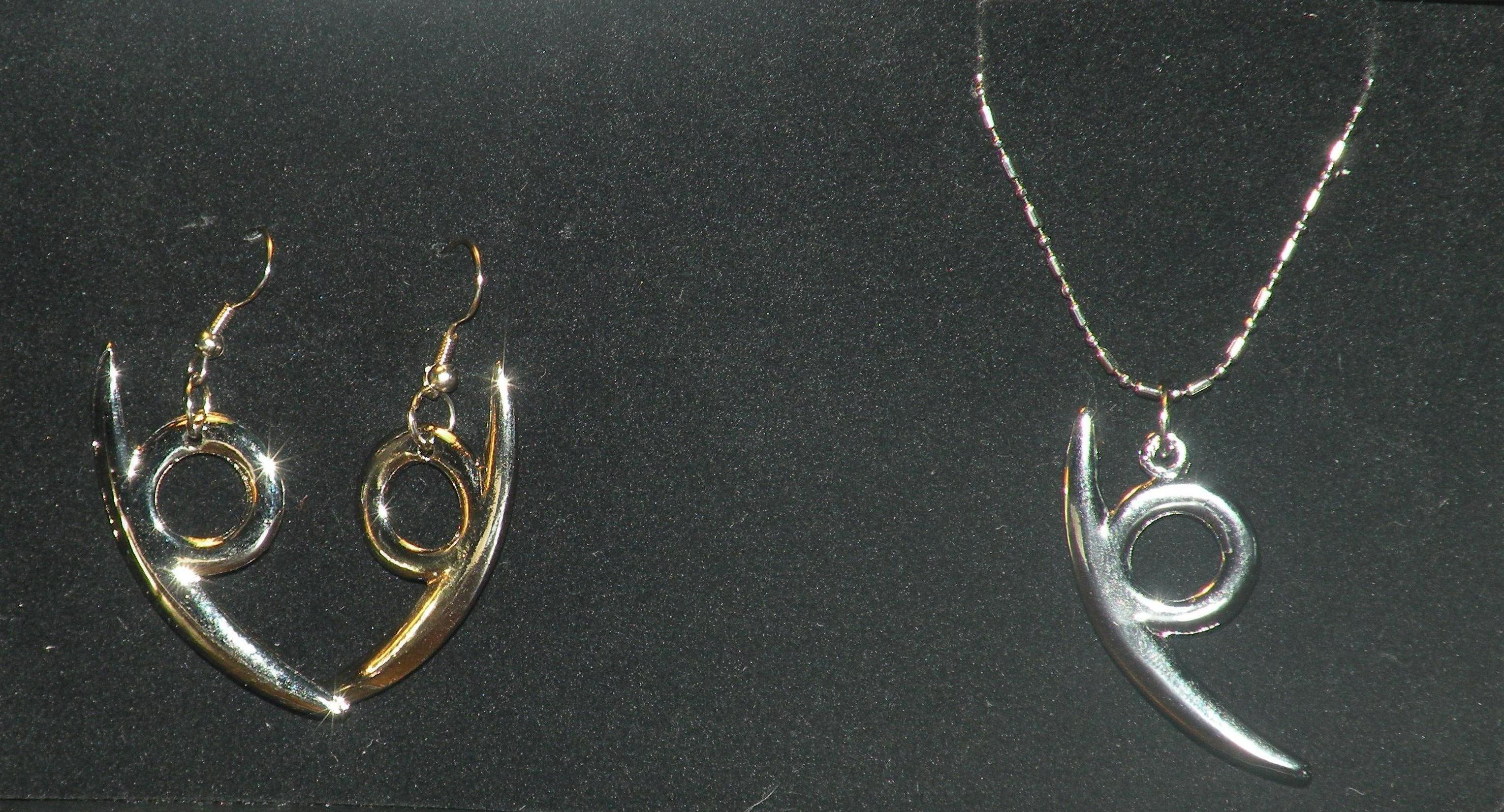
Les boucles d'oreille d'Orochimaru.

Orochimaru se présente sous l'apparence d'une personne de taille moyenne, finement musclée. Cependant, les corps qu'Orochimaru occupe font différer ses caractéristiques physiques, mais Orochimaru utilise toujours une sorte de masque lui donnant son propre visage, quel que soit le corps qu'il utilise. Ses cheveux sont raides, noirs, et longs ; on peut constater qu'il y tient particulièrement. Ses traits sont assez fins, bien que son menton soit assez carré. Il possède aussi quelques caractéristiques originales, comme ses yeux ou ses marques sur le visage que l'on peut retrouver sur la plupart des corps qu'il occupe d'une manière ou d'une autre (dont Sasuke Uchiwa avant son combat contre Itachi, et Kabuto Yakushi qui s'est greffé une partie de lui). Sa peau est très blanche, et il a une dentition particulière, ses canines supérieures étant particulièrement grandes.

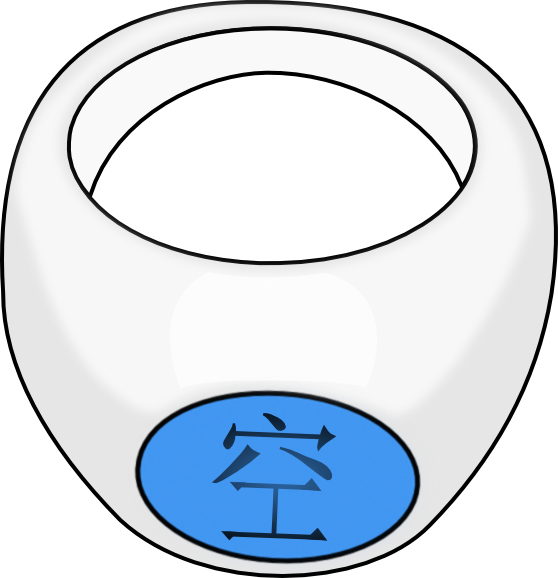
Bague d'Orochimaru qu'il portait quand il était membre de l'Akatsuki.

De plus, Orochimaru arbore en permanence des boucles d'oreilles. Il est généralement habillé d'un pull noir à col haut et à manches longues, il porte un pantalon gris retroussé jusqu'à mi-mollet, le tout étant recouvert d'une tunique beige fendue des deux côtés de sa taille jusqu'à ses genoux. Cette tunique est entourée d'un shimenawa de couleur violette. Il porte des sandales bleues propres à beaucoup de ninja, ses chevilles et la partie inférieure de ses mollets sont bandées.

### Histoire
Orochimaru apparaît dès le début de la seconde épreuve de l'examen chūnin mettant en jeu tous les ninjas de rang inférieur (genins) de tous les villages.
L'histoire d'Orochimaru ne se déroule pas seulement dans l'ordre chronologique lors de séries d'épisodes consécutifs, mais elle est aussi explorée par petites parties de son passé sous forme de flash-backs.

#### De son enfance à la création du village du Son

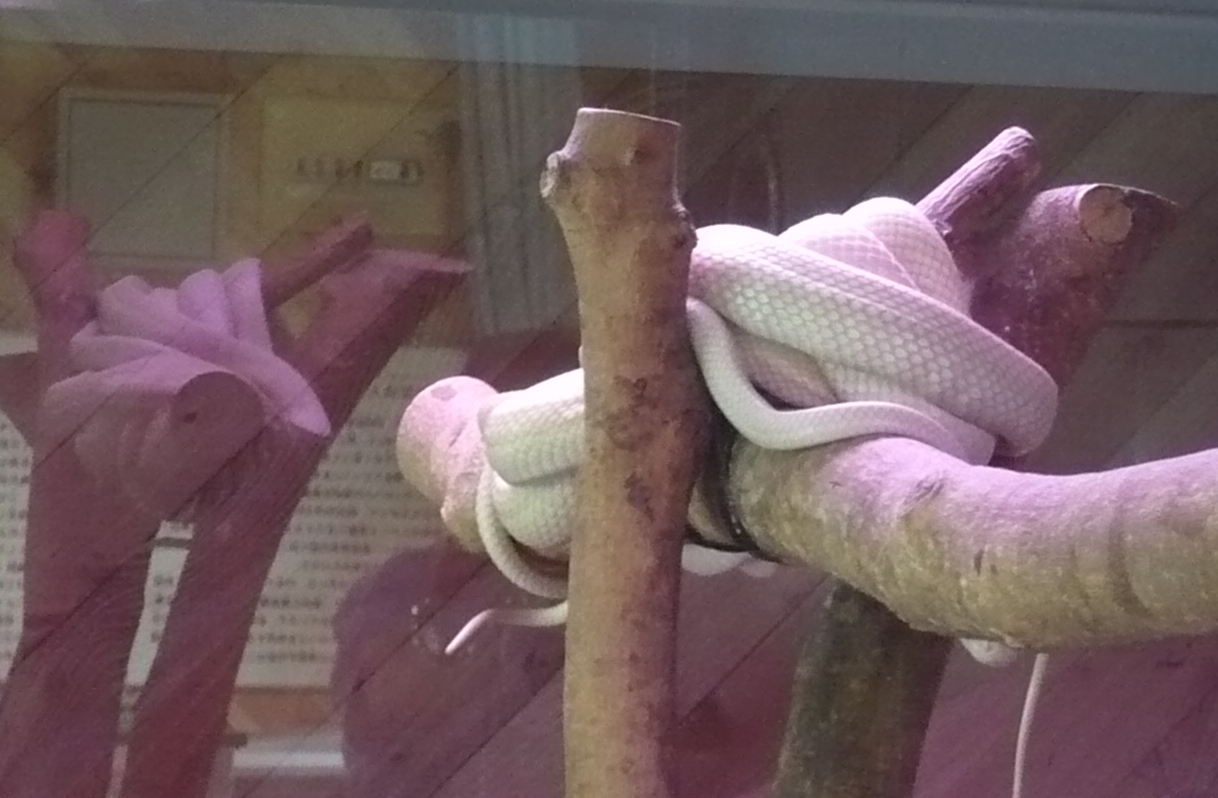
La mue d'un serpent blanc influencera le destin d'Orochimaru.

Après la mort de ses parents, du temps de sa jeunesse, la seule source d'affection que le jeune Orochimaru reçut fut celle du troisième Hokage, Hiruzen Sarutobi, qui sera son mentor et formateur (sensei), et celle de ses deux coéquipiers à la sortie de l'académie ninja lorsqu'il a six ans. Orochimaru, enfant, devint l'élève préféré de son maître ; lors de leur « test des clochettes », Sarutobi demande à Jiraya « d'observer un peu Orochimaru », car il a « beaucoup à apprendre de lui », ce qui agace beaucoup Jiraya enfant, vexé que son camarade, considéré comme un génie précoce,, soit si souvent mentionné par Hiruzen. Son maître, ayant décelé chez son élève un talent hors du commun, « comme il n'en naît que quelques-uns par siècle », voulait d'ailleurs qu'Orochimaru lui succède à la tête du village. Il avait cependant décelé aussi chez son élève, une malveillance et une ambition malsaine ; malgré tout, il espérait que ce dernier puisse hériter de sa « volonté du Feu », afin de protéger le village et sa population en mûrissant.
En grandissant, du temps des grandes guerres entre ninjas, Orochimaru, Jiraya et Tsunade devinrent tous trois les Sannin légendaires du village de Konoha, du fait d'avoir été lors d'une bataille capables de tenir tête au leader du village d'Ame, Hanzô. Orochimaru effectuera par ailleurs pour Konoha un grand nombre de missions de rangs divers,.
Après avoir trouvé une mue de serpent blanc, symbole d'immortalité et de renaissance, sur la tombe de ses parents, Orochimaru est obsédé par l'idée de survivre à ses contemporains et de ne pas vieillir. Il décide donc d'obtenir plus de pouvoir et de connaissances, en faisant ses propres expériences interdites dans un laboratoire secret, sur des corps de ninjas enlevés au village. Le troisième Hokage, bien que voulant à l'origine que son élève favori le remplace au poste, commencera à s'inquiéter de l'attrait de ce dernier pour le pouvoir et les techniques occultes. Il donnera donc le poste à l'élève de Jiraya, un autre ninja très brillant, Minato Namikaze.
Orochimaru prendra en charge Anko Mitarashi, disciple qu'il marquera du « Sceau maudit du Ciel » (comme Sasuke) et formera à l'utilisation de certaines techniques basées sur les serpents. Il s'en séparera, prétendant un manque de talent. Plusieurs épisodes de l’anime traitent de cette relation précise. Selon ces épisodes, Anko aurait décidé de quitter Orochimaru, choquée par les expériences sur les corps humains ; estimant qu’elle est utile à ses recherches, Orochimaru altère sa mémoire et l’abandonne aux instances de Konoha.
Orochimaru a également fait partie de l’ANBU Racine, une section particulière des forces spéciales, sous les ordres de Danzo.
Environ dix ans avant le début de l'histoire (c'est-à-dire à peu près deux ans après la mort du quatrième Hokage et que le troisième ait repris ses fonctions), Orochimaru se fait surprendre par le troisième Hokage accompagné de deux ninjas spéciaux (ANBU) dans son laboratoire secret où il travaille à mettre au point sa technique de transfert de l'âme. Ne pouvant se résoudre à tuer son ancien élève, malgré les injonctions du roi des singes Enma, Hiruzen Sarutobi le laisse s'enfuir du village. Orochimaru devient alors un nukenin, ninja déserteur et recherché par les forces spéciales.
Devenant très vite un criminel de rang S dans le Bingo Book, Orochimaru est alors amené à rejoindre Akatsuki, une organisation secrète criminelle constituée de ninjas renégats ayant fui leurs villages respectifs. Sa bague porte le symbole du Ciel (空, kū), il était en binôme avec Sasori. Il y tente de s'approcher d'un autre nuke-nin de Konoha appelé Itachi Uchiwa pour lui voler son corps. En effet, Itachi possède une technique d'œil (dōjutsu) héréditaire, le Sharingan, qui intéresse grandement Orochimaru. Cependant, Itachi le stoppe sans mal, lui coupant même la main gauche (qui porte son anneau et qu'il gardera dans son laboratoire), et provoquant son départ de l'organisation.
Recherché à la fois par Konoha car il représente un grand danger pour le village, et par Akatsuki, car il connaît le fonctionnement, les objectifs et les membres de l'organisation, Orochimaru change alors de corps, fonde son propre village dans le Pays des Rizières (田の国, Ta no Kuni), après avoir convaincu Ryoshu le daimyo qu'il pourrait rendre le pays plus fort (sans toutefois en avoir l'intention). Il cherche alors par tous les moyens à se venger de son ancien maître et du village qui l'a vu naître.

#### Le village du Son, subordonnés et élèves

Symbole du village du Son.

Ayant créé le village d'Oto (Oto = « Son »), on peut imputer à Orochimaru nombre de subordonnés et d'élèves…
Entre autres, il a constitué deux équipes de genin venues passer l'examen chūnin à Konoha :
- Dosu, Kin et Zaku ;
- Kabuto, Misumi et Yôroï.

Il a également entraîné le quartet d'Oto no kuni qui était constitué de : Kidômaru, Jirôbô, Sakon et Tayuya qui furent sous les ordres de Kimimaro, seul survivant du clan Kaguya qu’Orochimaru a recueilli. Ce dernier avait été choisi pour être le réceptacle qui devait accueillir l'âme d'Orochimaru mais cela n'a pu se faire à cause d'une maladie incurable.
Le quartet d'Oto constituait la garde rapprochée d'Orochimaru et était spécialisé dans les techniques de sceau et techniques défensives. Chacun d'entre eux était chargé de la surveillance d'une des portes (nord, sud, est, ouest) du village d'Oto. Eux, comme Kimmimaro étaient également marqués chacun d'un « sceau maudit ».
Le bras droit d'Orochimaru, Kabuto Yakushi est le subordonné en lequel il a le plus confiance. Ses grandes connaissances dans le domaine médical et ses qualités d'espion sont un atout certain pour Orochimaru. Kabuto était à l'origine un orphelin adopté par Nonô Yakushi, ancienne ninja devenue mère supérieure d’un orphelinat. Devenu espion pour le compte de l’ANBU Racine pour aider l’orphelinat, il est piégé par une machination et tue sa mère adoptive. Il rencontre Orochimaru qui lui dévoile la vérité sur sa confrontation avec sa mère et le prend pour disciple.
Orochimaru a également d'autres subordonnés lui servant à garder ses divers repaires, et commandait une armée de ninjas, utilisée pour attaquer Konoha en conjonction avec le village de Suna.
À la fin de la première partie du manga, Orochimaru prendra Sasuke Uchiwa comme disciple, qu'il avait marqué du « sceau maudit du Ciel », lui faisant miroiter plus de puissance qu’il ne pourrait en acquérir en restant à Konoha.

#### La formation de Sasuke
La formation de Sasuke Uchiwa par Orochimaru prendra place entre la première partie et la seconde partie du manga, une grande partie étant de fait occultée. Durant cette formation, Orochimaru, accompagné uniquement de Kabuto et Sasuke, se déplacera souvent, changeant de point de chute. Le premier arc filler de l’anime, entre la première et la seconde partie, se passe justement dans un de ces repaires abandonnés qu'Orochimaru a laissé en garde à certains membres du clan Fûma.
Dans la seconde partie, Sakura Haruno obtiendra de Sasori mourant un indice permettant de retrouver la trace d'Orochimaru. Avec Naruto et deux nouveaux équipiers Yamato et Saï, ils vont au rendez-vous que Sasori avait avec un de ses espions placé auprès d'Orochimaru, qui s'avérera être Kabuto déjà libéré de l'influence du marionnettiste. Le combat qui s'ensuivra opposera Naruto transformé dans sa rage en Kyûbi à quatre queues, et Orochimaru qui dévoilera à cette occasion ses capacités de résistance et de régénération. Ne pouvant venir à bout de Naruto sous cette forme, Orochimaru le projettera au loin.
Orochimaru sera alors abordé par Saï, envoyé en mission secrète par Danzô pour éliminer Sasuke. Lui faisant croire à une alliance avec l'ANBU Racine, le jeune homme suivra Orochimaru dans son repaire.
Traçant Saï, les autres ninjas de Konoha infiltreront le repaire d'Orochimaru pour retrouver Sasuke ; Orochimaru les affrontera dans les couloirs, les épargnant étant donné qu'ils lui rendent service en s'opposant à Akatsuki. C'est en retrouvant Sasuke, et après une courte confrontation que Naruto se rendra compte de l'écart de puissance qui le sépare désormais de son ancien camarade formé par Orochimaru, qui arrêtera Sasuke qui s'apprêtait à utiliser sa technique ultime sur ses anciens camarades ; ils disparaîtront avec Kabuto laissant l'équipe de Konoha interloquée.
On verra par la suite une scène de l'entraînement de Sasuke, où ce dernier, sous le regard d'Orochimaru, vaincra sabre à la main une quantité innombrable de ninjas sans perdre une goutte de sang.

#### La chute
Après avoir entraîné Sasuke Uchiwa durant trois ans, Orochimaru, rejeté par son dernier corps, prévoit de prendre possession de celui du jeune homme prochainement. Attendant le moment propice, il est soigné par Kabuto. C'est à ce moment que Sasuke, prenant les devants, l'attaque. Quittant alors son corps et prenant la forme du grand serpent blanc, Orochimaru affaiblit Sasuke après un court combat par la diffusion d'un poison contenu dans son sang et commence le rituel pour faire transmigrer son âme. Il est cependant piégé par Sasuke qui, grâce à son Sharingan, prend le dessus sur Orochimaru et l'enferme dans son corps.
Après cette défaite, Kabuto se greffera un morceau du grand serpent blanc sur son corps, et constatera l'extraordinaire vitalité d'Orochimaru qui commence à envahir son corps, en ayant déjà pris presque un tiers. Kabuto espère réussir à maîtriser l'absorption de son ancien maître pour devenir encore plus puissant que lui, et revenir se venger de Sasuke et affronter Naruto.
Sasuke expliquera plus tard à Karin, s'étonnant de le voir si mal en point après son affrontement avec Deidara, alors qu'il était « l'homme qui a vaincu Orochimaru » : ce dernier « était extrêmement faible quand je l'ai affronté. » Il ajoute ensuite qu'« il ne faut pas aller chercher plus loin… ».
Lors du combat de Sasuke contre son frère Itachi, Orochimaru sort du corps de Sasuke par le sceau maudit (ce dernier n'ayant plus assez d'énergie pour le contenir) sous la forme d'un serpent blanc géant à huit têtes Yamata no Orochi. Défiant Itachi, il sera vaincu par l'épée de Totsuka qui le scellera, dans une illusion (genjutsu) supposée éternelle.

#### Renaissance
Orochimaru ayant survécu dans la marque maudite d’Anko, il est ramené physiquement par Sasuke qui a besoin de ses connaissances.
Orochimaru accompagne donc Sasuke, Suigetsu et Jûgo à Konoha pour récupérer un masque spécial du Clan Uzumaki et invoquer le dieu de la Mort pour libérer ses bras et les âmes des quatre premiers Hokage. Orochimaru ordonne à Jûgo de faire sortir les six Zetsu collé à Sasuke par Tobi grâce à son pouvoir, et en utilise quatre pour invoquer les Hokage avec la « Réincarnation des âmes ». S'étant blessé gravement au ventre lors du processus de libération des âmes et ayant récupéré ses bras, il se réincarne dans l'un des Zetsu, laissant le soin à Jûgo d'absorber l'énergie du dernier. Convaincu par sa rencontre avec les Hokage, Sasuke décide de partir en guerre contre Madara et Tobi, suivi par Orochimaru et ses invocations. La première action d’Orochimaru dans la guerre est d’aller là où les cinq kage ont été battus, laissés pour mort par Madara afin de les soigner. Il rejoint ensuite avec eux le lieu où les ninjas combattent Tobi, Madara et Jûbi.
Il affronte l'humanoïde de synthèse Guruguru, puis est pris dans le genjutsu des « Arcanes lunaires infinis » ; il est libéré en même temps que le reste des ninjas par Sasuke et Naruto. Une quinzaine d’années après la guerre, il s’est approprié un nouveau corps et continue sa vie de reclus et ses recherches, en ayant conservé Jûgo, Suigetsu et Karin comme subordonnés. On apprend dans le film Boruto que Mitsuki, le camarade de Sarada Uchiwa et Boruto Uzumaki, est son fils, mais Mitsuki ne précise pas comment il est né, Sarada ayant vu qu'Orochimaru occupe actuellement un corps féminin se demandant si celui-ci est le « père » ou la « mère » de son camarade. Un chapitre bonus du premier tome de Boruto: Naruto Next Generations explique que Mitsuki est une création synthétique. Orochimaru s'est pris d’intérêt pour Boruto dans le but de développer la personnalité de Mitsuki qui le considère comme son « soleil ».

### La descendance d'Orochimaru
Log (ログ, Rogu) est un humain artificiel créé par Orochimaru, et il est le clone aîné de son frère Mitsuki.
Mitsuki (ミツキ, Mitsuki) est un humain synthétique et un ninja de Konoha. Il est créé par Orochimaru, ayant été cultivé à partir du même embryon qu'au moins un des plus anciens « Mitsuki ».

### Personnalité

#### Caractère
Orochimaru ne semble pas se préoccuper du sort de ses subordonnés. Bien qu'il ait une multitude de disciples qui feraient n'importe quoi pour lui,, Orochimaru ne les traite que comme des pions pour son bien être personnel, et n'hésite pas à les envoyer au-devant de la mort pour son unique bénéfice.
Parmi ses subordonnés, seuls Dosu Kinuta, Kamikiri, Jigumo et Guren ont pris conscience de la cruauté et des mensonges d'Orochimaru et ont décidé de lui mettre des bâtons dans les roues, cependant, les trois premiers sont morts et la dernière est enfuie dans la nature avec Yûkimaru et Gozu après avoir été ramenée à la raison par Naruto.
Pour gagner ses fidèles, Orochimaru leur fait miroiter ce à quoi ils rêvent le plus : puissance, revanche, foyer, ou simplement un but dans la vie. Sur ses disciples les plus talentueux, il appose un sceau maudit qui dévore leur corps et leur esprit, les rendant à la fois bien plus puissants, mais également beaucoup plus soumis à son autorité.
Son seul fidèle qu'il semble traiter avec un peu plus de considérations que les autres est son bras droit, Kabuto. Orochimaru a une grande confiance en Kabuto, lui confiant les missions les plus délicates, ce qui ne l’empêche pas de le menacer de mort, ou de ne guère se préoccuper de son état lorsqu’il le voit emprisonné par la technique Izanami d’Itachi.
Son nindô est de découvrir, apprendre et maîtriser toutes les techniques du monde. Seul un être connaissant et dominant toutes les techniques ninja existantes est à ses yeux digne d'être appelé « l'être suprême », et Orochimaru veut accéder à cette position. Sa soif de connaissances est le véritable leitmotiv de ses actes tout au long de la série : s'il a mis au point une technique de transfert de l'âme, c'est pour avoir le temps de trouver et d'apprendre toutes les techniques du monde, et s'il s'intéresse de si près à Sasuke, c'est parce que son sharingan lui permettrait de copier (et donc d'apprendre) toutes les techniques qu'il pourrait apercevoir, et de ce fait, accélérer grandement sa « quête » du savoir.
Pour atteindre ses buts, Orochimaru ne recule devant rien. Malgré son statut de chef de village, il n'a aucun respect pour la vie de ses propres hommes : on peut le constater lorsqu'il sacrifie ses deux genins Kin et Zaku pour invoquer les deux hokage.
L'intérêt qu'Orochimaru porte aux techniques qu'il ne connaît pas est très fort et il semble incapable de le réfréner, comme un scientifique qui voudrait à tout prix comprendre et analyser le phénomène se produisant devant ses yeux, même lorsqu'il se trouve en situation de danger : on peut par exemple le voir demander des explications sur le fonctionnement de la technique de régénération de Tsunade en plein combat ou exiger impatiemment, lors de son affrontement avec le troisième hokage, après que celui-ci lui a annoncé qu'il va lui dévoiler une technique qui lui est inconnue, qu'il se dépêche de lui montrer cette mystérieuse technique.
Pour Orochimaru, un « ninja » se doit d'être quelqu'un qui aspire à maîtriser de nombreuses et puissantes techniques (et a le talent pour le faire). En effet, selon lui, le terme « ninja » se réfère directement au mot « ninjutsu », ainsi, un ninja serait celui qui pratiquerait le ninjutsu. Il considère donc que seules ses techniques et son talent dans la maîtrise des arts ninja détermine le niveau d'un ninja. Cette position est renforcée dans le jeu Naruto: Ultimate Ninja, quand, après avoir vaincu Rock Lee dans le scénario, Orochimaru se demande ironiquement si « l'on doit appeler ninja quelqu'un qui n'est pas capable d'utiliser un seul ninjutsu ».
Orochimaru a une sorte de manie renforçant son côté bestial et effrayant. Il sort très souvent sa grande langue pour lécher ses lèvres ou ses armes : on peut le voir agir ainsi lors de son affrontement avec l'équipe 7 dans la forêt de la Mort (quand il voit ses adversaires se rendant compte qu'ils doivent soit l'affronter soit mourir), après la victoire de Sasuke lors des préliminaires de la troisième épreuve de l'examen chūnin (jugeant sa prestation « sublime »), sur un kunaï au début de son combat contre le troisième hokage (à la pensée de la mort imminente de son ancien maître), puis sur son épée lors du même combat, lors de son combat contre Naruto-Kyûbi (alors qu'il prend plaisir à combattre un adversaire aussi puissant), après l'entraînement de Sasuke (en songeant qu'il pourra bientôt prendre son corps), etc. Cette manie évoque chez lui une délectation sordide, ce qui rend le personnage encore davantage inquiétant.

#### Expériences scientifiques
Orochimaru est un grand scientifique et un chercheur en biologie hors pair ; il s'intéresse en particulier fortement à certaines particularités spéciales génétiques chez d'autres ninjas, tentant de les appliquer sur d'autres. Il n'a cependant aucune éthique, faisant ses tests directement sur des êtres humains qu'il sacrifie par centaines, et allant même piocher ses sujets d'expérience parmi les enfants, ou les ninjas de Konoha, tous niveaux confondus. Il n'hésite pas non plus à appliquer le fruit de ses expériences sur ses élèves ou futurs élèves les plus talentueux, malgré un faible taux de survie.
Ses expériences sur les corps humains servent à Orochimaru à atteindre deux de ses buts, la plus grande de ses obsessions étant de comprendre et maîtriser toutes les techniques ninja (jutsu) existantes. Il cherche également à atteindre l'immortalité en transférant son âme dans d'autres corps plus jeunes. De ce fait, il n'a plus à se préoccuper d'une mort de vieillesse, et peut donc profiter de son expérience (particulièrement en matière de ninjutsu) sur des décennies, sans voir son corps s'user ou se fatiguer comme un corps normal.
Après sa désertion de Konoha, il supervise plusieurs « repaires », où il maintient un grand nombre de cobayes pour ses expériences. Ces repaires étant gardés par des subordonnés fidèles à Orochimaru, tels Karin, ou dans l’anime, Guren.
Les prisonniers pouvaient être gardés pour cause de capacités spéciales étudiées par Orochimaru (tels Suigetsu Hôzuki, pour sa capacité à liquéfier son corps, ou Jûgo, dont l'étude a abouti au « Sceau maudit d'Orochimaru »), mais également comme sujets de tests.
Par exemple, dans le « repaire Nord », un grand nombre de prisonniers avaient été utilisés pour les tests sur le « Sceau maudit » et seront combattus par Sasuke et Suigetsu après leur évasion,. Étant donné que les chances de survies au « Sceau maudit » sont d'un sur dix, on peut estimer qu'un très grand nombre de sujets de tests ont été « sacrifiés ».
Un autre exemple est la manipulation génétique qu'Orochimaru a effectué sur 60 enfants, lorsqu'il était encore à Konoha, pour tenter de « cloner » les capacités du premier Hokage (l'affinité mokuton et la maîtrise des bijū), ces tests ayant abouti à la possibilité qu'a Yamato, seul survivant de l'expérience, de combiner les affinités doton (terre) et suiton (eau) pour maîtriser le bois (mokuton), et de pouvoir dans une certaine limite maîtriser Kyûbi.
Dans l’anime, l'on apprend dans un arc filler qu'Orochimaru avait mené des expériences sur la création d'un combattant ninja sous-marin appelé Kaima. Ces expériences étaient supervisées par Amachi, assisté par les deux anciens élèves d'Orochimaru Misumi Tsurugi et Yoroï Akado.
Un autre arc filler de l’anime nous présente aussi des expériences menées sur Yûkimaru pour prendre le contrôle de Sanbi, le bijū à trois queues, le jeune garçon ayant le pouvoir de maîtriser le monstre. Ces expériences étaient supervisées par Kabuto Yakushi et Guren.
Un autre épisode hors-série se passant lorsque Kakashi était ANBU, ce dernier et Yamato (alors connu sous le nom de code « Kinoe » et membre de l'ANBU Racine) se rendent dans un laboratoire abandonné par Orochimaru où ils affrontent une créature ressemblant à la véritable forme du grand serpent blanc d'Orochimaru.

### Capacités
Nature du chakra: Fûton, Mokuton (suiton et doton), et probablement tous les éléments : Katon, Raiton 

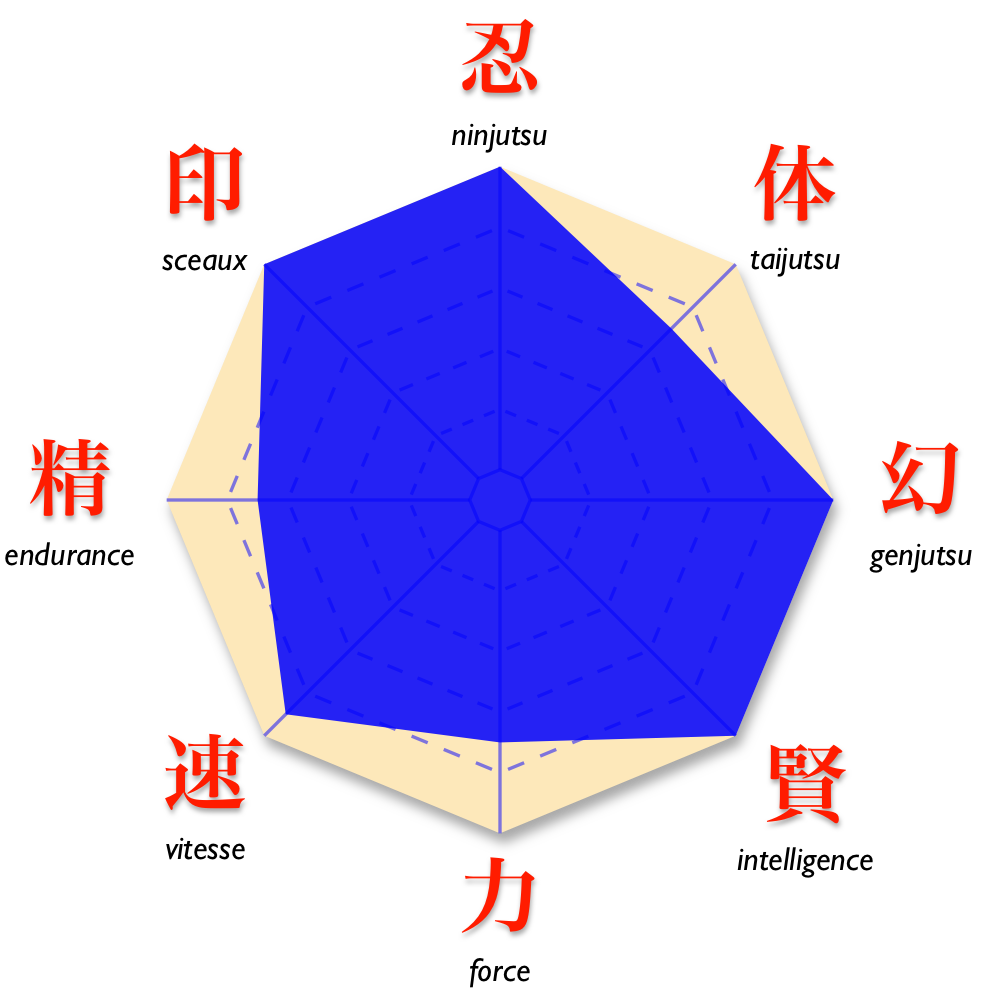
Diagramme des capacités d'Orochimaru. Orochimaru est un ninja extrêmement doué dans le ninjutsu et le genjustu, il semble aussi être très intelligent, et sa maîtrise des sceaux est tout aussi bonne. Cependant, sa réserve de chakra (endurance) est limitée, et sa principale faiblesse semble être (dans une certaine mesure) le combat au corps à corps : incluant son taijutsu et sa force physique.

#### Les serpents

Tatouage d'Orochimaru.

La majorité des capacités, des techniques et des attitudes d'Orochimaru ont à voir avec les serpents. Cette caractéristique semble avoir été choisie le jour où il a trouvé sur la tombe de ses parents une mue de serpent banc. Il semble avoir par la suite pris en affection cet animal et l'a considéré comme son animal de prédilection, comme de compagnie, ou encore comme une arme particulièrement efficace. En les invoquant à ses côtés lors de la plupart de ses combats, Orochimaru peut combattre son adversaire à distance tout en se prémunissant lui-même d'un quelconque danger.
On a par exemple pu voir qu'Orochimaru, lors de son second affrontement avec Naruto dans Shippuden, l'avait combattu et vaincu très facilement, sans même se déplacer, ses serpents se chargeant de sa sécurité sans qu'il n'ait rien à faire, et de ce fait, aucune des attaques de Naruto n'a pu l'atteindre.
La forme finale du corps d'Orochimaru se trouve être un grand serpent blanc dont le corps est constitué de multitude de petits serpents. Orochimaru atteint cette forme, lorsqu'au moment de changer de corps, il abandonne l'ancien (dont il sort par la bouche). Orochimaru domine alors le nouveau corps physiquement (il peut s'aider du sang du grand serpent blanc qui diffuse un poison affaiblissant), puis assujettit son âme par un rituel qui donne alors à Orochimaru le contrôle total du corps et de ses techniques.
Orochimaru possède également une technique faisant apparaître « Yamata no Orochi », un serpent blanc géant légendaire à huit têtes et huit queues, inspiré du folklore japonais (inspiré de Yamata-no-Orochi). Il apparaît lors du combat d'Itachi contre Sasuke, alors que le chakra de Sasuke est épuisé, Orochimaru qui était emprisonné dans son corps, se manifeste alors sous cette forme. Yamata no Orochi semble être la représentation ultime d'Orochimaru, obtenue par la magie du serpent blanc trouvé sur la tombe de ses parents. Il sera vaincu par la technique Susanô d'Itachi qui lui coupe sept têtes ; tandis qu'Orochimaru sort de la huitième avec son épée Kusanagi, il est transpercé par l'épée Totsuka de Susanô qui le dissout avec Yamata-no-Orochi, le piégeant dans un genjutsu éternel.

#### Corps aux propriétés reptiliennes
Orochimaru utilise souvent sa langue en combat au corps à corps (Taijutsu). Il peut la rendre longue et puissante pour attraper, étouffer, ou projeter son adversaire. On a notamment pu le voir, lors du combat des trois Sannin, attaquer avec sa langue Jiraya (projeté au sol), et Tsunade (tentative d'étouffement par strangulation) lorsqu'il n'avait plus l'usage de ses bras,. Cette capacité peut lui permettre de soulever son adversaire dans les airs et de l'immobiliser rien qu'en l'enserrant de sa langue, comme on a pu le voir faire sur Naruto avant de lui apposer son sceau des cinq éléments.
Alors qu'il se retrouve blessé (ayant par exemple un bras arraché durant un combat), Orochimaru est capable de reconstituer son corps comme il l'était avant l'attaque, et d'une manière originale : de la bouche du corps blessé sort un nouvel Orochimaru, en pleine santé et totalement intact, laissant une vieille peau vide telle une exuvie.
Orochimaru peut également transformer le bas de son corps pour lui donner une forme de serpent,,. Cette transformation lui permet de se déplacer comme un serpent, ce qui lui procure une grande vitesse. Le haut du corps reste cependant à son image. Il peut cependant reformer son corps entièrement, comme lors de son combat contre Naruto quatre queues où, grâce à sa vitesse acquise en remplaçant ses jambes, il arrive à frapper ce dernier au visage avant de se faire littéralement trancher en deux au niveau de la taille. Il est cependant dans ce cas capable de se reformer entièrement : des serpents sortent des deux moitiés de son tronc puis fusionnent, lui redonnant son état originel, comme si aucun coup ne l'avait touché.
De même, lorsqu'Itachi transperce le torse d'Orochimaru de part en part avec la conséquente épée de Totsuka, Orochimaru déclare qu'une simple petite coupure de ce genre n'est pas suffisante pour l'arrêter.
Ces capacités semblent lui procurer une certaine « invulnérabilité » lors des combats au corps à corps. Cependant, il n'est pas réellement invulnérable, puisque lui-même reconnaît que s'il encaisse de plein fouet l'attaque de chakra produite par Naruto sous la forme de Kyûbi à quatre queues, celle-ci s'avérerait fatale, même pour lui…

#### Peurs & visions
Orochimaru peut montrer une scène monstrueuse et sanglante à ses adversaires en un regard s'il le désire. Lors de l'examen de sélection des ninja de moyenne classe, dans la forêt interdite durant son « combat » contre Sasuke et Sakura, ces derniers ont la vision sanglante et terrifiante de la mise en scène de leur propre mort. Sakura fut complètement paralysée, pleurant de terreur, prostrée à genoux sur le sol ; quant à Sasuke, il vomit sous le coup de l'émotion, puis fut obligé de se poignarder la jambe avec un kunaï pour se libérer grâce à la douleur de cette paralysie qu'il analyse être due à la peur et aux « ondes d'hostilité » qu'Orochimaru dégage, plutôt qu'à une technique de genjutsu.
De même, lorsqu'il nargue un Kakashi particulièrement belliqueux lors des examens préliminaires à la fin de la seconde épreuve de l'examen chūnin, ce dernier a une vision de sa propre décapitation et se rend compte de son infériorité par rapport à Orochimaru.
Lorsqu'il regarde Genyûmaru, après l'avoir fait combattre contre les autres prisonniers, ce dernier ressent également nettement le fait qu'il va se faire « dévorer ». Il voit un serpent géant lui foncer dessus gueule grande ouverte, et la langue du serpent lui « caresser » goulûment la joue.
Il semble vouloir faire appel à cette capacité lors de son combat contre Naruto sur le Pont du Ciel et de la Terre ; cependant, alors que les deux adversaires se fixent, c'est lui qui a la vision de Kyûbi, immense, le fixant avant de rugir.
Dans l’anime, lorsque Orochimaru, très malade, regarde Kabuto, ce dernier a la vision d'un serpent agressif, sifflant la gueule ouverte.
On peut assimiler ces capacités à celle du serpent qui hypnotise sa proie avant de l'étouffer et de la dévorer, ou plus globalement à la « peur paralysante » que ressent souvent une proie face à un prédateur.

#### Sceaux
Comme ses deux camarades de l'équipe des Sannin et leur sensei, Hiruzen Sarutobi, Orochimaru est un expert en sceaux. Dans la première partie du manga, il scelle les capacités de Naruto, perturbant le mélange du chakra de Kyûbi avec le chakra naturel du jeune ninja, sceau qui sera ôté par Jiraya qui y reconnaît le style « brutal (荒, arai) » d'Orochimaru au-dessus des sceaux du 4e Hokage.

##### Le sceau maudit

Marque du Sceau maudit du Ciel.

À la suite de ses travaux sur Jûgo, Orochimaru a développé un sceau capable d'augmenter drastiquement les capacités physiques de sa cible (à condition de ne pas mourir à la suite de l'apposition du sceau, ce qui arrive neuf fois sur dix).
Après contrôle total du sceau et de ses possibilités, le sujet peut activer deux niveaux différents. Au premier niveau, le sceau s'étend sous forme de marques, différentes selon les personnes d'abord sur une moitié du corps et du visage, puis sur tout le corps ; au second niveau, le physique de l'utilisateur change complètement de manière monstrueuse…
Comme l'explique Sakon, pour atteindre le niveau 2, encore plus puissant, « Il faut d'ordinaire laisser au corps un long temps d'adaptation au maléfice. ». Cependant, l'on peut forcer le corps à s'adapter très vite en prenant une pilule (le seishingan) qui permet de passer au niveau 2 en quelques minutes à peine, toutefois cela provoque la mort de l'expérimentateur. Les quatre du Son peuvent cependant utiliser une « barrière ninjutsu » qui peut adoucir cette mort en un coma temporaire, et c'est dans cet état que le corps de Sasuke s'est adapté à la marque.
Le sceau maudit n'est pas sans danger pour celui qui l'utilise. Avec son utilisation, la volonté de la personne s'affaiblit (lentement au niveau 1, beaucoup plus rapidement au niveau 2), et finit par s'éroder complètement, cessant d'avoir une existence propre et liant l'utilisateur à la volonté d'Orochimaru pour toujours.
Les deux sceaux les plus forts sont le sceau de la Terre (apposé sur Kimimaro Kaguya) et le sceau du Ciel (apposé sur Sasuke Uchiwa). Seuls ces deux-là étaient capables de faire une transformation partielle au niveau 2 du sceau.

#### Déplacements
Orochimaru est capable de se fondre dans le sol ou le bois des arbres, pour en ressortir où il le désire,. Il semble également posséder de nombreux « déplacements rapides », disparaissant dans un nuage de fumée,, dans un éclair ou dans des flammes.
On sait également qu'Orochimaru possède un style particulier de permutation, la Permutation style Orochimaru (大蛇丸流「変わり身の術」, Orochimaru Ryū "Kawarimi no Jutsu"), absolument indétectable (même Itachi Uchiwa et son sharingan ne peuvent le repérer), permettant de laisser une peau vide sur place en substituant son corps afin de créer un leurre. La réalisation de cette technique nécessite cependant une grande consommation de chakra. Il a appris cette technique à Sasuke, qui l'utilise lors de son combat contre son frère.
Dans l’anime, Orochimaru se rend littéralement « invisible » dans un éclair de feu violet, tandis que l'on entend toujours sa voix (de manière étouffée).

#### L'épée de Kusanagi
Orochimaru possède l'épée de Kusanagi, une épée indestructible et extensible à volonté qu'il fait sortir de la bouche d'un serpent sortant lui-même de la propre bouche d'Orochimaru. Bien qu'il puisse l'utiliser de manière conventionnelle (on le voit parer ainsi le « bâton de la vérité bouddhique » du troisième hokage), il l'utilise bien souvent sans même la sortir complètement de la bouche du serpent (on a notamment pu le voir agir ainsi, lorsque, affaibli et ne pouvant plus utiliser ses bras à la suite de son combat contre le troisième hokage, il se battait contre Tsunade et Jiraya). Il peut également la projeter de sa bouche, comme certains ninjas font avec des senbon, transperçant sa cible de part en part (il détruit de cette manière un clone d'encre de Saï).
L'épée de Kusanagi semble douée d'une volonté propre, puisqu'elle peut prendre une forme de serpent pour se mouvoir et revenir vers Orochimaru.
Dans le manga, l'épée de Kusanagi est représentée par un katana traditionnel japonais à lame courbe, tandis que dans l’anime, elle est représentée comme une épée droite à double tranchant ornée d'un magatama,.
Orochimaru a également recherché longuement une autre épée légendaire, épée ultime capable de contrer l'épée de Kusanagi et ayant des pouvoirs très puissants d'illusion (Genjutsu) : l'épée de Totsuka du dieu Susanoo, appelée également « katana de Sakegari ». Il s'est aperçu trop tard que cette épée, utilisée par Itachi Uchiwa avec la technique « Susanô », n'avait pas de forme physique.
Note : Kusanagi et Totsuka sont des épées légendaires dans la tradition japonaise.

L'épée de Kusanagi telle que représentée dans l’anime.

#### La maîtrise de l'âme
Obsédé par la mort, Orochimaru a beaucoup travaillé sur le concept de l'âme, et a notamment repris à son compte une technique du deuxième Hokage permettant d'invoquer des âmes pour leur redonner une enveloppe charnelle. Il a également passé beaucoup de temps à développer une technique lui permettant de faire migrer sa propre âme dans de nouveaux corps, tentant ainsi d'atteindre l'immortalité.

##### La réincarnation des âmes
La technique de la « Réincarnation des âmes » est un kinjutsu (technique interdite) ; sans doute l'un des plus puissants vu dans le manga. Elle a été créée par le deuxième Hokage Tobirama Senju, et permet d'invoquer, en échange de sacrifices humains, des personnes décédées.
Orochimaru utilise cette technique lors de son combat contre Hiruzen Sarutobi, le troisième Hokage, afin d'invoquer les deux premiers Hokage (il voulait également invoquer le 4e Hokage, mais l'invocation n'a pas fonctionné car celui-ci est scellé par l’« Emprisonnement des morts ») ; cela pour qu'il « connaisse aussi ce sentiment d'accomplissement et de joie profonde qu'on éprouve quand on peut blesser celui qu'on appelait autrefois son maître »… Ce qui montre à quel point il en veut à son ancien sensei.
L'invocation fait sortir du sol à la verticale des cercueils contenant les personnes invoquées (faisant alors office de bouclier) ; les couvercles tombent et les personnes en sortent. Orochimaru introduit alors à l'arrière de la tête des corps invoqués un parchemin issu d'un sacrifice humain (attaché à un kunaï), pour leur redonner leur apparence et leur force ante mortem (les corps sont littéralement revitalisés).
De fait, les personnes invoquées disposent de tout leur arsenal des techniques utilisées de leur vivant ([techniques héréditaires comprises), que ça soit en ninjutsu, taijutsu ou genjutsu ; elles sont obligées de combattre du côté de leur invocateur, la technique octroyant à ce dernier une loyauté sans failles de leur part (le parchemin inséré dans leur tête efface leur personnalité, les transformant en machines à tuer).
De plus, si leur corps est détérioré lors de la bataille, il se régénère automatiquement. Il semble donc que seul une technique de scellage peut en venir à bout, d'autant plus que le troisième hokage nous apprend lors de son combat que même s'il réussit à tuer Orochimaru, le sort ne sera pas interrompu, comme c'est d'ordinaire l'usage avec des invocations classiques…
Les Hokage invoqués, le troisième Hokage et même les ninjas spéciaux qui assistent impuissants au combat connaissent de nombreux détails sur le fonctionnement de la technique,,.
Après avoir assimilé sa greffe d'un morceau du corps d'Orochimaru, Kabuto parvient également à maîtriser cette technique en « surpassant ses précédents utilisateurs ».

##### Réincarnation
Orochimaru a développé un kinjutsu lui permettant de se « réincarner » : comme il l'explique à son ancien sensei, Hiruzen Sarutobi, il a mené à terme ses recherches sur le transfert d'âme et est capable tous les trois ans de littéralement « changer de corps » et donc d'avoir une vie éternelle. Ainsi, lors du combat contre le troisième hokage, il se présente sous les traits d'une jeune personne dont il a volé le corps.
On a une entrevue de l'utilisation de la technique lorsque, dans l'impossibilité d'attendre Sasuke plus longtemps et d'utiliser le corps malade de Kimimaro, Orochimaru prend le corps de Genyûmaru, le captif ayant gagné le combat à mort que Kabuto a organisé pour choisir le corps qui sera digne de son maître.
Cependant, on ne découvre le rituel dans son intégralité qu'au moment du combat contre Sasuke. Orochimaru fait sortir de l'ancien corps sa vraie forme (des suites de ses expériences, c'est un grand serpent blanc écailleux à tête hybride), et après avoir paralysé de son venin son futur hôte, il l'emmène dans une dimension qu'il a créée à l'intérieur de lui où se passe le rituel de transfert d'âme : Orochimaru et sa victime sont recouverts de tentacules à têtes de serpents surgissant du sol (à ce moment, tous les anciens corps utilisés par Orochimaru apparaissent), puis une fusion s'effectue.
Généralement, lorsqu'il « emprunte » un corps, Orochimaru utilise une sorte de masque qui lui donne son ancien visage afin d'être reconnu par ses proches et fidèles.
Au bout de trois ans, le corps commence à le rejeter, et Orochimaru doit alors se mettre à la recherche d'un nouveau réceptacle.
Cette technique lui permet d'atteindre une certaine forme d'immortalité, au sens où Orochimaru se rend insensible aux effets du temps et ne peut pas vieillir. En effet, comme l'explique Kimimaro à Naruto quand celui-ci essaie de ramener Sasuke à Konoha : Par « immortalité », il ne faut pas comprendre que mon maître est capable de conserver son corps éternellement. En revanche, il peut faire migrer son âme dans un corps nouveau et puissant avant que son enveloppe charnelle ne périsse.

## Apparition dans les autres médias
Orochimaru est présent dans les adaptations anime (Naruto et Naruto Shippûden) ; deux musiques ont été conçues pour ses apparitions : Orochimaru's Theme inspiré entre autres de la Toccata de Bach, et Orochimaru -Fight- pour le « combat », qui reprend le thème principal en plus rapide et plus dynamique. En revanche il n'apparait pas dans les OAV et dans les films, sauf dans Naruto Shippuden : Les Liens.
Il est présent dans tous les jeux vidéo sur le thème de Naruto, dans les séries Ultimate Ninja et Clash of Ninja où il utilise beaucoup de techniques qui n'apparaissent pas dans le manga ou l’anime,,, et son état de faiblesse après que ses bras ont été scellés durant son combat contre le troisième Hokage est aussi disponible comme personnage séparé du personnage standard, dans le deuxième opus de la série, Naruto: Ultimate Ninja 2. Naruto Shippūden: Gekitō Ninja Taisen! EX 2 montre la première apparition d'Orochimaru dans un jeu vidéo sur Shippūden.
Il a également été exploité en tant que produit dérivé, notamment sous forme de figurines, de porte-clés ou de peluches.
Orochimaru est également présent dans le jeu de cartes Naruto Collectible Card Game.
Dans le spin-off Rock Lee : Les Péripéties d'un ninja en herbe, Orochimaru est un personnage comique dont le but est de détruire Konoha et qui se heurte constamment au héros, Rock Lee et à ses coéquipiers. Accompagné de son inséparable Kabuto, il est loin d’avoir la puissance du personnage d’origine et invente constamment des plans loufoques pour arriver à ses fins, finissant toujours par échouer lamentablement.

## Réception
À la 15e place lors du premier sondage de popularité concernant les personnages du manga par le Weekly Shōnen Jump, Orochimaru a vu ensuite sa popularité décliner (26e place pour le second sondage, 22e place pour le quatrième, 27e place pour le cinquième, 24e place pour le sixième, 44e place pour le septième).
Plusieurs publications spécialisées dans les mangas, les animes et les jeux vidéo ont analysé le caractère d'Orochimaru. IGN compare la recherche d'Orochimaru pour le pouvoir et sa chute qui s'ensuivit de manière traître à celle de Dark Vador, et présente Orochimaru comme « quelqu'un qui est davantage qu'un simple mal à l'état pur ». Mania.com considère Orochimaru comme le « premier vrai méchant » de la série, notant qu'il n'avait aucune qualité qui le rachète contrairement à Zabuza Momochi, le « méchant » de l'arc précédent. DVDTalk célèbre l'introduction d'Orochimaru dans la série, ainsi que le potentiel de développement de l'intrigue du sceau maudit qu'Orochimaru a mis sur Sasuke et indique que ce fut l'une des meilleures parties de la série.
Anime News Network a étiqueté Orochimaru comme « un personnage qui ne peut pas être tué ». Ils considèrent Kujira, la voix japonaise d'Orochimaru, comme l'une des meilleures de la série.

## Techniques
Voici par ordre d'apparition, les techniques utilisées par Orochimaru dans le manga ou dans l’anime. On peut sans mal imaginer que ces techniques ne constituent qu'une petite partie de la maîtrise du ninjutsu d'Orochimaru au vu du nombre de nouvelles techniques utilisées à chaque nouveau combat.
- Fūton - La grande percée (風遁・大突破, Fūton - Daitoppa?)[55],[DB 5] — rang C
Orochimaru envoie par sa bouche un souffle de vent dévastateur directionnel qui défriche tout sur son passage.
- Invocation (口寄せの術, Kuchiyose no jutsu?)[45],[DB 6] — rang C
Technique servant à invoquer des animaux ou des objets dont la puissance ou l'importance est déterminée selon la quantité de chakra utilisée. Elle est employée par Orochimaru pour invoquer des serpents géants, et en particulier leur roi, Manda.
Cette technique est un pacte de sang avec la race invoquée (l'utilisateur ayant au préalable signé avec son sang sur un parchemin). Elle nécessite donc que l'invocateur utilise son sang pour marquer la main qui va apposer l'invocation.
En général, les ninjas qui l'utilisent se mordent le pouce pour obtenir rapidement ce sang nécessaire. Orochimaru possède un tatouage spécial au bras gauche qui lui permet d'invoquer des serpents géants[30],[28].
- Pétrification (金縛りの術, Kanashibari no Jutsu?)[45],[DB 7] — rang D
Technique d'immobilisation. Orochimaru peut paralyser un adversaire pour en faire ce qu'il désire par la suite.
- Technique d'effacement et copie du visage (消写顔の術, Shōshagan no Jutsu?)[41],[DB 8] — rang B
Technique de vol du visage propre à Orochimaru, puisque Anko sait à qui elle a affaire lorsqu'elle voit un genin du pays de l'herbe à qui le visage a été arraché. La technique permet à Orochimaru de littéralement voler le visage d'une personne.
- Le sceau des 5 éléments (五行封印, Gogyo Fūin?)[41],[DB 9] — rang A
Ce sceau empêche l'utilisation du chakra des démons par les jinchūriki (utilisé contre Naruto). Efficace uniquement contre les ninjas portant un démon, son action est de bloquer l'efficacité du « Sceau des huit points du Hakke » apposé par Minato Namikaze sur Naruto.
- Amollissement (軟の改造, Nan no kaizou?)[41],[DB 10]
Orochimaru est capable d'assouplir son corps au point d'étirer notamment (mais pas seulement) son cou sur une grande distance. Il a transmis cette technique à Misumi et a son fils, Mitsuki.
Cette faculté lui permet de draîner l'énergie vitale de son adversaire et de s'en servir pour se soigner comme lors de son combat contre Jiraya et Tsunade.
- Le sceau maudit (呪印術, Juin jutsu?)[41],[DB 11] — rang A
Sceau développé par Orochimaru à partir des cellules de Jûgo, et qui confère à la cible plus de puissance en échange d'une volonté enchaînée.
- Multi clonage (影分身の術, Kage bunshin no jutsu?) — rang B[35],[DB 12]
Cette technique, inscrite sur le parchemin des techniques interdites, permet de créer un clone consistant avec une volonté propre et pouvant effectuer des techniques.
- Technique de permutation (変わり身の術, Kawarimi no jutsu?)[35],[DB 13] — rang E
Technique de base qui consiste à permuter quelque chose (son corps, ou celui de quelqu'un d'autre généralement) avec autre chose (une bûche par exemple).
Orochimaru l'utilise pour échanger son corps piégé par Anko, par un clone de l'ombre.
Il se sert également de cette technique pour disparaitre sous forme de flammes consumant son corps.
- Invocation – La réincarnation des âmes (口寄せ・穢土転生, Kuchiyose - Edo tensei?)[56],[DB 14] — rang S
Cette technique est un kinjutsu (technique interdite) permettant d'invoquer, en échange d’un sacrifice humain (servant de réceptacle), une personne décédée.
- Réincarnation (不屍転生, Fushi tensei?)[7],[DB 15] — rang S
Orochimaru fait migrer son âme dans un nouveau corps par un rituel complexe asservissant l'âme du précédent propriétaire.
- La poigne du serpent spectral (潜影蛇手, Sen'ei jashu?)[25],[DB 16] — rang C
Des serpents sortent de la manche d'Orochimaru pour agripper, enserrer ou mordre l'adversaire (dans l’anime, il peut également faire sortir une épée de la gueule des serpents[AN 5]).
Orochimaru neutralisera Enma transformé avec cette technique, mais le troisième Hokage saisira cette occasion pour pouvoir l'attraper et lui faire subir l'Emprisonnement des morts.
Dans l’anime, lors de son combat contre le troisième Hokage, Orochimaru utilise également cette technique en transformant sa langue en serpent afin de mordre son opposant au cou[AN 9].
- Épée de Kusanagi - Le katana volant (草薙の剣・空の太刀, Kusanagi no tsurugi - Kū no tachi?)[25],[DB 15] — rang B
Orochimaru peut user de télékinésie sur son épée de Kusanagi, la dirigeant à distance. Il transperce ainsi le troisième Hokage par derrière alors que celui-ci allait emporter son âme.
- Sort d'entrave - Le regard du serpent (蛇睨呪縛, Jagei jubaku?)[57],[DB 17] — rang C
Cette technique permet à Orochimaru d'invoquer un ou plusieurs gros serpents qui vont s'enrouler autour de ses ennemis afin de les étouffer ou restreindre leur mouvement.
Orochimaru l'utilisera pour faire semblant de vouloir écraser Kabuto devant le « faux » Sasori, puis lors de son combat contre Kyûbi (au contact duquel les serpents « fondront » littéralement)[34].
Il transmettra ce sort à Sasuke qui l'utilise pour bloquer d'un coup Jûgo et Suigetsu en plein combat[58].
- La poigne du serpent spectral (version supérieure[trad 1]) (潜影多蛇手, Sen'ei tajashu?)[57],[DB 18] — rang B
Technique semblable à Sen'ei jashu, mais bien plus puissante car elle décuple le nombre de serpents invoqués, multipliant de ce fait sa dangerosité. Orochimaru l'utilisera pour attaquer Yamato sur le « Pont du Ciel et de la Terre ».
- Formation de combat - Les myriades de serpents (万蛇羅ノ陣, Mandara no jin?)[34],[DB 19] — rang B
Orochimaru invoque une multitude de serpents qui sortent de sa bouche, et attaquent l'opposant tel un raz-de-marée grouillant. Au moment d'atteindre l'adversaire, chaque serpent ouvre sa gueule et en fait sortir une pointe d'épée.
Peut servir également à créer un mur de défense impénétrable.
- Invocation - Le triple rempart (口寄せ・三重羅生門, Kuchiyose - Sanjū rashōmon?)[44],[DB 20] — rang A
Le triple rempart. Orochimaru invoque trois gigantesques portes qui se dressent devant lui pour le protéger d'une attaque frontale.
Il apprendra en partie cette technique à Sakon et Ukon qui ne peuvent cependant à eux deux invoquer qu'une seule porte similaire, toutefois ils réussiront à en créer trois dans l'anime.
- Yamata-no-Orochi (八岐の術, Yamata no jutsu?)[21],[DB 21] — rang S
Orochimaru fait apparaître un serpent blanc géant légendaire, Yamata-no-Orochi.
- Emprisonnement des Morts - Rupture (屍鬼封尽・解, Shiki Fûjin - Kai?)
Orochimaru invoque le Shinigami (ou Dieu des Morts) par le biais d'un masque du clan Uzumaki.
Une fois le Shinigami invoqué, Orochimaru le force à s'ouvrir le ventre avec sa lame pour libérer les âmes qui y sont emprisonnées.
Cependant, cette blessure se répercute sur le corps d'Orochimaru.

### Anime
Les techniques ci-dessous sont toutes tirées de l’anime, et utilisées officiellement par Orochimaru. Elles sont placées par ordre d'apparition.
- Boule de feu (火遁・炎弾の術, Katon - Endan?)[AN 10]
Orochimaru crache une boule de feu (technique katon) contre Naruto qui commence à devenir furieux sous l'influence de Kyûbi lors de l'examen chūnin.
- Shuriken multi-clonage (手裏剣影分身の術, Shuriken kage bunshin no jutsu?)
Technique ninja permettant une fois un shuriken lancé, de le cloner en plusieurs nombres.
- La gueule du serpent (蛇口縛り, Hebi kuchishibari no jutsu?)
Orochimaru entraîne son adversaire à l’intérieur de la gueule du serpent en invoquant ce dernier.
- Ninpo - Technique de retournement (リバーシブルの術, Ninpo - Ribashiburu no jutsu?)
Orochimaru invoque un serpent géant qui avale complètement une énorme cible (en l'occurrence un crapaud géant). Une fois la cible digérée, la peau du serpent change de couleur.

### Jeux vidéo
Les techniques ci-dessous sont toutes tirées des jeux vidéo, elles sont mentionnées par ordre alphabétique.
- Daenroka[JV 2]
Orochimaru invoque trois très grands serpents qui attaquent l'adversaire dans un combo mortel.
- Fuinjutsu - Destruction des sceaux (禁術・穢土封滅, Fuinjutsu - Edo fumetsu?)[JV 3],[JV 4]
Cette technique consiste à faire apparaître un cercueil, puis des mains d'ombre sortent du cercueil et attrapent l'adversaire pour l'entraîner dans la tombe.
- Épée céleste du serpent (邪傑, Jaketsu?)[JV 3],[JV 4]
Orochimaru plante son épée dans le sol, court vers l'adversaire et lui assène une série de coups de poing violents. Il utilise ensuite la technique de télékinésie décrite plus haut (le katana volant) pour transpercer son opposant.
- Serpents fuyants[JV 2]
Orochimaru invoque deux énormes serpents s'entrecroisant, ils blessent l'adversaire d'en dessous.
- Fouet Serpentin[JV 5]
Orochimaru fait surgir des serpents de sa manche qui s'entrelacent comme un fouet.
- Technique du serpent (蛇遣いの術, Hebitsukai no jutsu?)[JV 6]
Orochimaru s'enfouit sous terre et ressort sous la forme d'un serpent assez grand poursuivant son adversaire durant une durée limitée, après cela, Orochimaru refait surface accompagné de quelques petits serpents.
- Technique du serpent blanc (白蛇遣いの術, Shirohebitsukai no jutsu?)[JV 6]
Orochimaru, en mode « éveil », dans Naruto: Ultimate Ninja Storm 2, s'enfouit à nouveau sous terre mais cette fois, sous la forme d'un énorme serpent blanc au visage hybride et recouvert d'une multitude de petits serpents blancs. Après avoir poursuivi pendant un certain temps son adversaire et parfois, l'avoir empoisonné, Orochimaru sort de sous terre avec cette fois ci, des petits serpents blancs.
- Technique du serpent géant (大蛇遣いの術, Ohebitsukai no jutsu?)[JV 6]
La technique secrète d'Orochimaru dans Naruto Shippuden Ultimate Ninja Storm 2. Orochimaru se transforme en serpent géant qui fonce sur l'adversaire, s'envole en gardant l'ennemi dans la gueule pour redescendre et écraser sa victime sur le sol.

### Artbook
- (en) Masashi Kishimoto, The Art of Naruto: Uzumaki, VIZ Media, coll. « Art of Shonen Jump / Naruto », 25 octobre 2007, 145 p., Artbook (relié) / 215x305mm (ISBN 978-1-4215-1407-9, présentation en ligne)

### Databooks
- (ja) Masashi Kishimoto, NARUTO - Hiden Rin no Sho (NARUTO―ナルト―［秘伝・臨の書］?) : Characters Official Data Book (キャラクターオフィシャルデータBOOK?), Tōkyō, Shūeisha, coll. « Jump Comics (ジャンプコミックス, Janpu Comikkusu?) / Naruto »,‎ 4 juillet 2002, 272 p., shinsho (新書?) / Tankōbon / 175x115mm (ISBN 4-08-873288-X et 978-4-08-873288-6, présentation en ligne)
- (ja) Masashi Kishimoto, NARUTO - Hiden Tō no Sho (NARUTO―ナルト―［秘伝・闘の書］?) : Characters Official Data Book (キャラクターオフィシャルデータBOOK?), Tōkyō, Shūeisha, coll. « Jump Comics (ジャンプコミックス, Janpu Comikkusu?) / Naruto »,‎ 4 avril 2005, 320 p., shinsho (新書?) / Tankōbon / 175x115mm (ISBN 4-08-873734-2 et 978-4-08-873734-8, présentation en ligne)
- (ja) Masashi Kishimoto, NARUTO - Hiden Sha no Sho (NARUTO―ナルト―［秘伝・者の書］?) : Characters Official Data Book (キャラクターオフィシャルデータBOOK?), Tōkyō, Shūeisha, coll. « Jump Comics (ジャンプコミックス, Janpu Comikkusu?) / Naruto »,‎ 4 septembre 2008, 360 p., shinsho (新書?) / Tankōbon / 175x115mm (ISBN 978-4-08-874247-2, présentation en ligne)

### Tomes deNaruto
- Masashi Kishimoto (trad. Sylvain Chollet), Naruto tome 5 : Les rivaux !, Kana, coll. « Shonen Kana / Naruto », 25 janvier 2003, 192 p., Tankōbon / 115x175mm (ISBN 2-87129-491-7 et 978-2-87129-491-7, présentation en ligne)
- Masashi Kishimoto (trad. Sylvain Chollet), Naruto tome 6 : La détermination de Sakura !!, Kana, coll. « Shonen Kana / Naruto », 1er mars 2003, 192 p., Tankōbon / 115x175mm (ISBN 2-87129-511-5 et 978-2-87129-511-2, présentation en ligne)
- Masashi Kishimoto (trad. Sylvain Chollet), Naruto tome 7 : La voix à suivre !!, Kana, coll. « Shonen Kana / Naruto », 5 juillet 2003, 192 p., Tankōbon / 115x175mm (ISBN 2-87129-535-2 et 978-2-87129-535-8, présentation en ligne)
- Masashi Kishimoto (trad. Sylvain Chollet), Naruto tome 8 : Au péril de sa vie !!, Kana, coll. « Shonen Kana / Naruto », 11 octobre 2003, 198 p., Tankōbon / 115x175mm (ISBN 2-87129-552-2 et 978-2-87129-552-5, présentation en ligne)
- Masashi Kishimoto (trad. Sébastien Bigini), Naruto tome 11 : Mon nouveau prof !!, Kana, coll. « Shonen Kana / Naruto », 1er mai 2004, 192 p., Tankōbon / 115x175mm (ISBN 2-87129-624-3 et 978-2-87129-624-9, présentation en ligne)
- Masashi Kishimoto (trad. Sébastien Bigini), Naruto tome 13 : La fin de l’examen… !!, Kana, coll. « Shonen Kana / Naruto », 25 septembre 2004, 192 p., Tankōbon / 115x175mm (ISBN 2-87129-646-4 et 978-2-87129-646-1, présentation en ligne)
- Masashi Kishimoto (trad. Sébastien Bigini), Naruto tome 14 : Hokage contre Hokage !!, Kana, coll. « Shonen Kana / Naruto », 20 novembre 2004, 192 p., Tankōbon / 115x175mm (ISBN 2-87129-657-X et 978-2-87129-657-7, présentation en ligne)
- Masashi Kishimoto (trad. Sébastien Bigini), Naruto tome 16 : La bataille de Konoha, dernier acte !!, Kana, coll. « Shonen Kana / Naruto », 4 mars 2005, 192 p., Tankōbon / 115x175mm (ISBN 2-87129-723-1 et 978-2-87129-723-9, présentation en ligne)
- Masashi Kishimoto (trad. Sébastien Bigini), Naruto tome 18 : La décision de Tsunade !!, Kana, coll. « Shonen Kana / Naruto », 1er juillet 2005, 192 p., Tankōbon / 115x175mm (ISBN 2-87129-797-5 et 978-2-87129-797-0, présentation en ligne)
- Masashi Kishimoto (trad. Sébastien Bigini), Naruto tome 19 : Le successeur, Kana, coll. « Shonen Kana / Naruto », 2 septembre 2005, 192 p., Tankōbon / 115x175mm (ISBN 2-87129-816-5 et 978-2-87129-816-8, présentation en ligne)
- Masashi Kishimoto (trad. Sébastien Bigini), Naruto tome 20 : Naruto versus Sasuke !!, Kana, coll. « Shonen Kana / Naruto », 4 novembre 2005, 192 p., Tankōbon / 115x175mm (ISBN 2-87129-834-3 et 978-2-87129-834-2, présentation en ligne)
- Masashi Kishimoto (trad. Sébastien Bigini), Naruto tome 21 : Sans pitié !!, Kana, coll. « Shonen Kana / Naruto », 20 janvier 2006, 216 p., Tankōbon / 115x175mm (ISBN 2-87129-890-4 et 978-2-87129-890-8, présentation en ligne)
- Masashi Kishimoto (trad. Sébastien Bigini), Naruto tome 22 : Réincarnation… !!, Kana, coll. « Shonen Kana / Naruto », 3 mars 2006, 192 p., Tankōbon / 115x175mm (ISBN 2-87129-911-0 et 978-2-87129-911-0, présentation en ligne)
- Masashi Kishimoto (trad. Sébastien Bigini), Naruto tome 23 : Crise… !!, Kana, coll. « Shonen Kana / Naruto », 5 mai 2006, 192 p., Tankōbon / 115x175mm (ISBN 2-87129-931-5 et 978-2-87129-931-8, présentation en ligne)
- Masashi Kishimoto (trad. Sébastien Bigini), Naruto tome 24 : Tournant décisif !!, Kana, coll. « Shonen Kana / Naruto », 7 juillet 2006, 192 p., Tankōbon / 115x175mm (ISBN 2-87129-961-7 et 978-2-87129-961-5, présentation en ligne)
- Masashi Kishimoto (trad. Sébastien Bigini), Naruto tome 31 : Testament !!, Kana, coll. « Shonen Kana / Naruto », 7 septembre 2007, 192 p., Tankōbon / 115x175mm (ISBN 978-2-5050-0167-6, présentation en ligne)
- Masashi Kishimoto (trad. Sébastien Bigini), Naruto tome 33 : Mission top secret… !!, Kana, coll. « Shonen Kana / Naruto », 7 décembre 2007, 192 p., Tankōbon / 115x175mm (ISBN 978-2-5050-0242-0, présentation en ligne)
- Masashi Kishimoto (trad. Sébastien Bigini), Naruto tome 34 : Les retrouvailles… !!, Kana, coll. « Shonen Kana / Naruto », 1er février 2008, 192 p., Tankōbon / 115x175mm (ISBN 978-2-5050-0279-6, présentation en ligne)
- Masashi Kishimoto (trad. Sébastien Bigini), Naruto tome 38 : Le fruit de l’entraînement… !!, Kana, coll. « Shonen Kana / Naruto », 19 septembre 2008, 192 p., Tankōbon / 115x175mm (ISBN 978-2-5050-0432-5, présentation en ligne)
- Masashi Kishimoto (trad. Sébastien Bigini), Naruto tome 39 : Ceux qui font bouger les choses, Kana, coll. « Shonen Kana / Naruto », 28 novembre 2008, 192 p., Tankōbon / 115x175mm (ISBN 978-2-5050-0417-2, présentation en ligne)
- Masashi Kishimoto (trad. Sébastien Bigini), Naruto tome 40 : L’art ultime !!, Kana, coll. « Shonen Kana / Naruto », 5 février 2009, 192 p., Tankōbon / 115x175mm (ISBN 978-2-5050-0528-5, présentation en ligne)
- Masashi Kishimoto (trad. Sébastien Bigini), Naruto tome 43 : Celui qui sait, Kana, coll. « Shonen Kana / Naruto », 21 août 2009, 240 p., Tankōbon / 115x175mm (ISBN 978-2-5050-0670-1, présentation en ligne)
- Masashi Kishimoto (trad. Sébastien Bigini), Naruto tome 45 : Konoha, théâtre de guerre !!, Kana, coll. « Shonen Kana / Naruto », 4 décembre 2009, 192 p., Tankōbon / 115x175mm (ISBN 978-2-5050-0754-8, présentation en ligne)
- (ja) Masashi Kishimoto, NARUTO - 61 (NARUTO―ナルト―　　61?) : Kyōdai, Kyōtō!! (兄弟、共闘！！?), Shūeisha, coll. « Jump Comics (ジャンプコミックス, Janpu Comikkusu?) / Naruto »,‎ 27 juillet 2012, 224 p., shinsho (新書, shinsho?) / Tankōbon / 175x115mm (ISBN 978-4-08-870477-7, présentation en ligne)
- (ja) Masashi Kishimoto, NARUTO - 62 (NARUTO―ナルト―　　62?) : Hibi (皹?), Shūeisha, coll. « Jump Comics (ジャンプコミックス, Janpu Comikkusu?) / Naruto »,‎ 4 octobre 2012, 200 p., shinsho (新書, shinsho?) / Tankōbon / 175x115mm (ISBN 978-4-08-870515-6, présentation en ligne)